# Judith Melles
Judith Melles (anhörenⓘ * 23. Oktober 1929 in Budapest; † 8. März 2001 in Basel), geboren als Judit Rohonczy und auch unter den Namen Judith Rohonczy-Melles und Judith von Rohonczy bekannt, war eine ungarische Schauspielerin, die seit 1956 im deutschsprachigen Raum tätig war.

## Leben
Melles besuchte von 1948 bis 1949 die Schauspielakademie in Budapest. 1950/51 war sie Stipendiatin des dortigen Nationaltheaters, ab 1952 gehörte sie zu dessen Ensemble.
Nach dem Ungarnaufstand 1956 flüchtete sie mit ihrem Ehemann, dem Dirigenten Károly Melles (Carl Melles) nach Österreich. Von 1956 bis 1958 spielte sie am Theater der Courage und am Theater in der Josefstadt in Wien. 1961 erhielt sie ein Engagement an der Komödie Basel, die 1968 mit dem Stadttheater Basel zu den Basler Theatern fusioniert wurde, wo sie jahrzehntelang aktiv war. Sie spielte dort unter anderem Frosine in Molières Der Geizige, Gräfin Geschwitz in Wedekinds Lulu, Frau Sarti in Brechts Leben des Galilei, Frau Hassenreuther in Hauptmanns Die Ratten, die Mutter in Arthur Schnitzlers Das weite Land und den alten Biach in Die letzten Tage der Menschheit von Karl Kraus (in Wien und in Basel) in der Regie von Hans Hollmann. Ihre letzte Bühnenrolle war 1998 Marina in Anton Tschechows Onkel Wanja am Theater Basel in der Regie von Peter Palitzsch.
Judith Melles übernahm auch diverse Film-, Fernseh- und Hörspielrollen.
Aus der später geschiedenen Ehe mit dem Dirigenten Carl Melles stammt die Schauspielerin Sunnyi Melles.

## Filme
- 1951: Frau Dery (Déryné)
- 1955: Budapester Frühling (Budapesti tavasz)
- 1978: Der Galgensteiger
- 1979: Der Landvogt von Greifensee